# The Seduction of Misty Mundae
Pour plus de détails, voir Fiche technique et Distribution.
The Seduction of Misty Mundae est un vidéofilm américain réalisé par Michael Raso et sorti en 2004.

## Synopsis
Misty (Misty Mundae), une timide jeune fille de 18 ans, séjourne chez sa tante Inga (Julian Wells) pour une semaine. 
Naïve et innocente, elle n'en a pas moins envie de découvrir la sexualité et veut apprendre tout ce qu'elle peut sur les désirs qui ont commencé à remuer en elle.
Misty perd sa virginité avec l'adolescent d'à côté, ce qui a pour effet d'aiguiser son appétit pour d'autres aventures sensuelles. Découvrant que sa tante préfère la compagnie des jeunes femmes, cela déclenche chez Misty la profonde envie d'aussi se laisser tenter par l'aventure saphique.

## Fiche technique
- Titre : The Seduction of Misty Mund
- Réalisateur : Michael L. Raso
- Scénario : John Paul Fedele & Michael Raso
- Société : E.I. Independent Cinema
- Langue : Anglais
- Format : Couleurs
- Pays de production :  États-Unis
- Durée : 83 minutes (1 h 23)
- Date de sortie : 
  - États-Unis :24 décembre 2004

## Distribution
- Misty Mundae : Misty
- Mario Duchi : Billy
- Julian Wells : tante Inga
- Allanah Rhodes : l'amie de tante Inga
- Ruby Larocca
- Darian Caine
- Chelsea Mundae